# Brother
Brother je japonská elektrotechnická firma, která vyrábí a dodává převážně tiskárny, ale i šicí stroje a karaoke. Společnost má celkem 17 výrobních závodů (včetně čtyř závodů Brother Industries, Ltd.).
V současnosti produktová řada zahrnuje především průmyslové přístroje a zařízení pro informační a komunikační technologii – tiskárny, multifunkční zařízení, faxy, tiskárny štítků a skenery.
V České republice působí společnost Brother od roku 1991 a je členem Brother Group Global.

## Historie
Vznik společnosti se datuje k roku 1908 v Nagoji v Japonsku, kdy firma Yasui Sewing Machine Co. začala podnikat s opravami a výrobou dílů pro šicí stroje. V této době byly téměř všechny šicí stroje vyráběny v zahraničí. V roce 1928 bratři Yasui, založili Nippon Sewing Machine Manufacturing Co. (později přejmenována na Brother Industries, Ltd.), vyvinuli a vyrobili šicí stroj s řetízkovým stehem pro výrobu slaměných klobouků ve snaze vyrábět domácí šicí stroje v Japonsku. Tento šicí stroj se stal populární pro svou vynikající trvanlivost v porovnání se šicími stroji vyrobenými v Německu. Značka byla nazvána Brother, jelikož bratři vyráběli šicí stroje společně.